# Solegnathus
Solegnathus es un género de peces singnatiformes de la familia Syngnathidae.

## Especies
Se reconocen las siguientes especies:
- Solegnathus dunckeri
- Solegnathus hardwickii
- Solegnathus lettiensis
- Solegnathus robustus
- Solegnathus spinosissimus